# Начикинские источники
Начикинские источники — горячие минеральные источники на полуострове Камчатка. Находятся на территории Елизовского района Камчатского края России.
Расположены по правому берегу реки Плотниковой, на западном склоне сопки Зеркальце Начикинское. Изначально существовало 58 естественных небольших выходов дебетом 6,3 л/сек, к настоящему времени пробурено ещё более 20 скважин. Суммарный дебет составляет 12,3 л/сек, максимальная температура воды 84,5 °C.
Воды терм кремнисто-щелочные, гидрокарбонато-сульфатные, с минерализацией 1,2 г/л.
Первые упоминания о Начикинских источниках есть у С. П. Крашенинникова. Первый приблизительный химический анализ Начикинских источников в 1779 году провёл французский исследователь Лессепс, член экспедиции капитана Лаперуза. В 1960-е годы на термах был создан крупный бальнеологический санаторий «Начики».